# Hansekanne

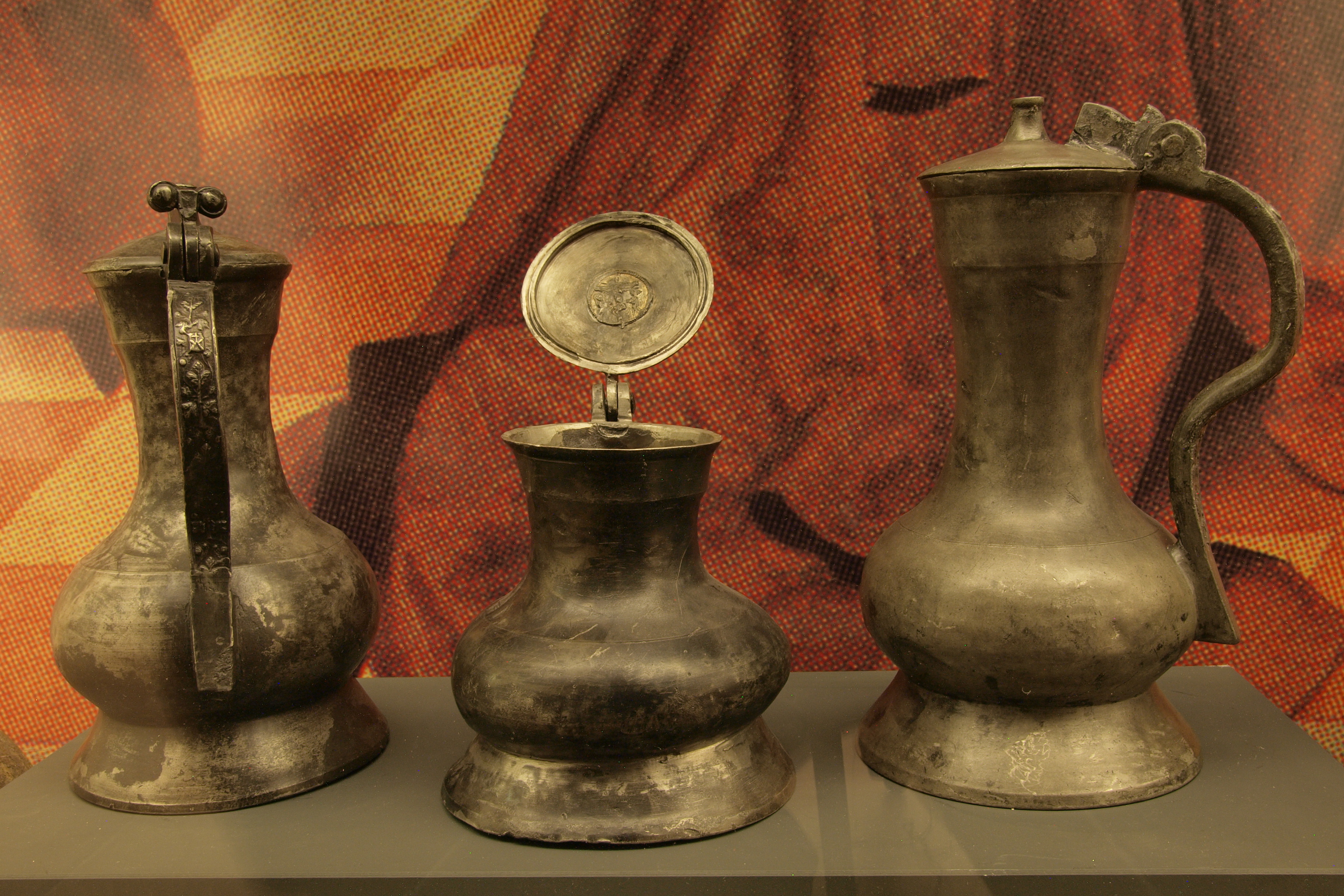
Drei Hansekannen im Museum für Hamburgische Geschichte. Mittlere Kanne mit Kreuzigungsgruppe im Deckel.

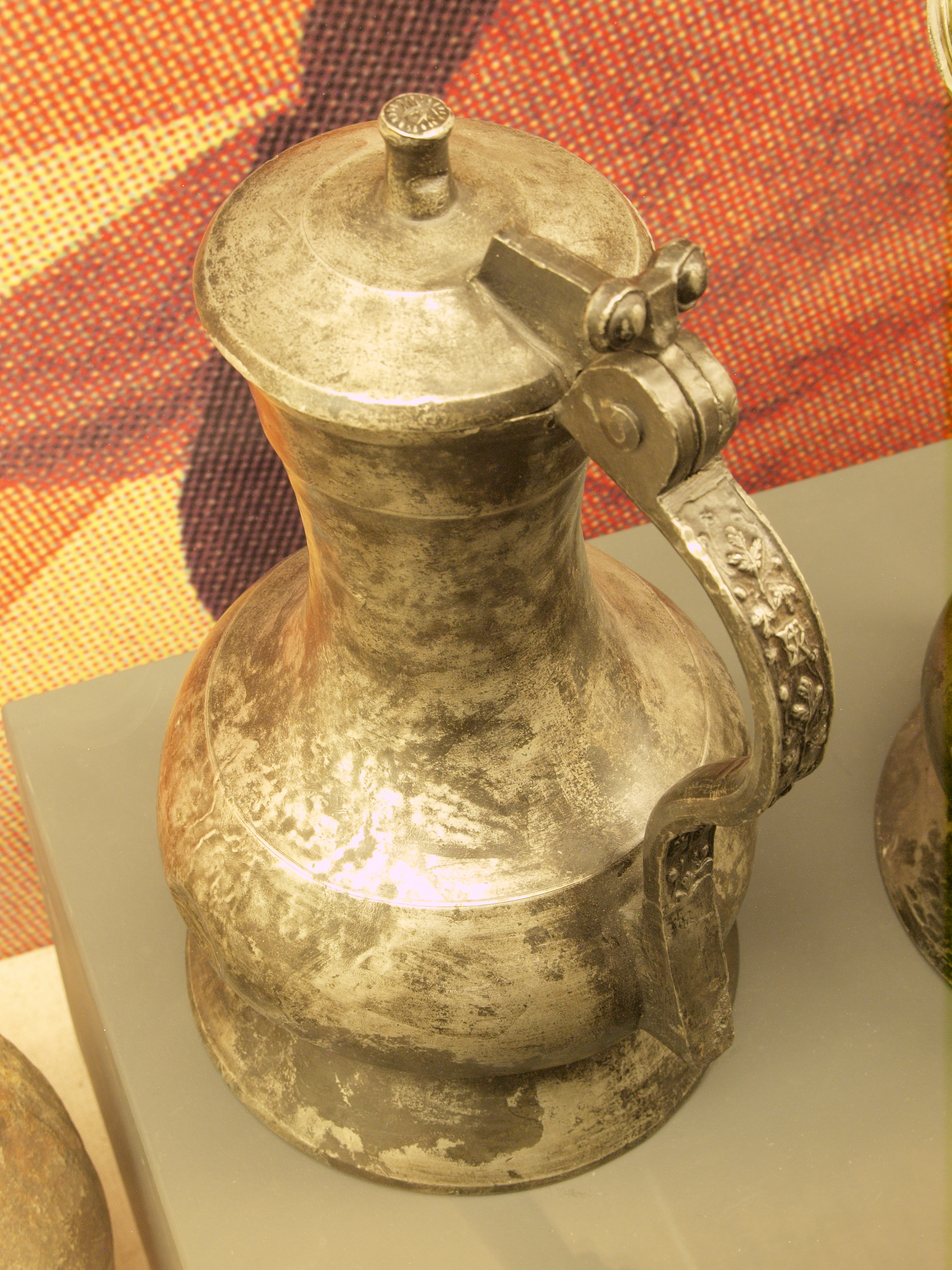
Detail einer Hansekanne.

Hansekannen sind große bauchige, mit einem Deckel versehene Kannen aus Zinn für Bier oder Wein. Sie waren vor allem im 14. und 15. Jahrhundert bei wohlhabenden Haushalten des Hanseraumes im Gebrauch, erfuhren aber durch weit verzweigte Handelsbeziehungen der hansischen Kaufleute auch eine weitere Verbreitung. Hansekannen aus Zinn waren Teil des repräsentativen Geschirrs wohlhabender Haushalte, waren in ihrem Wert jedoch deutlich unterhalb des wertvolleren Prunkgeschirrs aus Silber einzuordnen.
Oft waren Hansekannen mit religiösen Reliefs in Form der Kreuzigung Christi, der Jungfrau Maria mit Kind, Heiligendarstellungen, oder seltener dem Agnus Dei oder Pilgerzeichen verziert. Diese Verzierungen sind meist innen auf dem Gefäßboden, oder der Unterseite des Deckels angebracht. Diesen religiös motivierten Zeichen auf den ansonsten profanten Gefäßen, wurde eine apotropäische, also Unheil abwendende Wirkung zugesprochen.